# Hans Wechsler
Hans Wechsler (* 13. April 1930; † 19. Februar 2010) war ein Schweizer Politiker (CVP) und Lehrer. Er war von 1976 bis 1992 Stadtammann von Wil.

## Herkunft, Ausbildung, Beruf
Wechsler war ausgebildeter Sekundarlehrer, wuchs in Uzwil auf, wo er auch an der Sekundarschule unterrichtete und zog 1961 als Sprachlehrer an der Berufsschule nach Wil.

## Politik
Wechsler wurde 1964 als politischer Quereinsteiger als Schulpräsident in Wil gewählt. Dieses Amt hatte er für zwölf Jahre inne, bis er 1976 als "wilder Kandidat" für das Amt des Stadtammanns kandidierte. Bis 1992 übte er dieses Amt aus. In diese Zeit fiel der Kauf des Hof zu Wil und die Gründung der dazugehörigen Stiftung sowie die erste Renovierungsetappe. In seiner Amtszeit wurde auch das Wiler Stadtparlament 1985 gegründet, sowie diverse Bauprojekte, wie der Bahnhofplatz oder im Sportparkbergholz, durchgeführt. Bei seinem Rücktritt wurde ihm und seiner Frau 1992 das Ehrenbürgerrecht erteilt. Wechsler wurde in Anerkennung für seine Leistung zur Förderung der Städtepartnerschaft ausserdem Ehrenbürger der polnischen Partnergemeinde Dobrzeń Wielki. 2000 erhielt Wechsler ausserdem den Kulturpreis der Stadt Wil.

## Privates
Wechsler war verheiratet.